# NGC 676

NGC 676

NGC 676 في الفهرس العام الجديد، هي مجرة، تقع في كوكبة الحوت. اكتشفت في 30 سبتمبر 1786 بواسطة ويليام هيرشل.

## روابط خارجية
- NGC 676 على موقع ويكي سكاي: DSS2, SDSS, GALEX, IRAS, Hydrogen α, X-Ray, Astrophoto, Sky Map, Articles and images